# Heimin shinbun

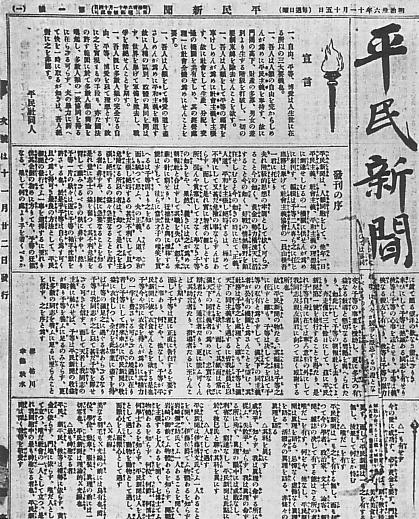
Une du Heimin shinbun en date du 13 novembre 1904

Le Heimin shinbun ou Heimin shimbun (平民新聞, litt. « journal de la plèbe ») est un journal social-démocrate puis socialiste libertaire japonais fondé au début du XXe siècle. Organe de la Société plébéienne (平民社, Heimin-sha), le Heimin shinbun permis la diffusion des idées progressistes, socialistes et anarchistes au Japon. L'anarchiste Shūsui Kōtoku en est un des principaux rédacteurs.
Après la dissolution définitive de la Heimin-sha en 1907, le titre Heimin shinbun est relancé à plusieurs reprises par des anarchistes japonais se réclamant de son héritage.

## Éléments historiques

### L'organe de la Heimin-sha

#### Première période (1903-1905)
En octobre 1903, Kōtoku Shūsui et Toshihiko Sakai, deux jeunes journalistes du Yorozu-chōhō, fondent la Société plébéienne pour supporter la publication d'un nouveau journal : le Heimin shinbun. Pour eux, il s'agit de rompre avec l'inclinaison belliciste du journal Yorozu-chōhō où ils travaillent. En effet, jusque là ce journal progressiste s'est montré hostile à la guerre, mais la ligne éditoriale change alors que la menace d'une guerre russo-japonaise se renforce. Dès novembre le nouvel hebdomadaire de huit pages s'affirment comme farouchement pacifiste et ouvertement socialiste. Rapidement d'autres jeunes socialistes se joignent à l'initiative : Ishikawa Sanshirō, également démissionnaire du Yorozu-chōhō, et Nishikawa Kōjirō rejoignent ainsi le comité de rédaction alors que Naoe Kinoshita et Abe Inoo deviennent conseillers.

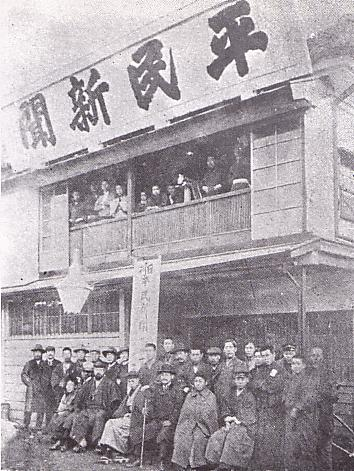
Photographie du Heimin-sha (Commoners' Society) en janvier 1907, qui publie le Heimin Shimbun.

Au début de 1904, c'est la plus importante publication de Tokyo prônant le socialisme. En effet, son tirage dépassait les 3 000 exemplaires et le Heimin shinbun était largement distribué à travers le pays, inspirant la création de groupes socialistes locaux.
C'est dans le Heimin shinbun que paraît la première traduction japonaise du Manifeste du Parti Communiste de Marx. Elle est l'œuvre de Kōtoku Shusui et de Toshihiko Sakai, et est publiée pour le premier anniversaire du journal le 13 novembre 1904,.
Quatre-vingt-deux personnes expriment leur appartenance au socialisme dans cette publication. Deux d'entre elles, Uchiyama Gudō et Kotoku Shusui seront plus tard condamnés et exécutées à la suite de l'incident de haute trahison en 1911.
De nombreux numéros du quotidien sont interdits par le gouvernement de Meiji parce que jugés politiquement offensifs. Les éditeurs sont arrêtés, emprisonnés et condamnés à une amende, et le dernier numéro est imprimé le 25 janvier 1905. Après la disparition de ce journal, disparaît aussi le mouvement socialiste anti-guerre.

#### Deuxième période (1906-1907)
Kōtoku Shūsui, après son séjour en prison où il avait découvert l'anarchisme, s'était rendu aux États-Unis, en Californie, où il avait rencontré les militants IWW et SPA. Là il avait fondé également une branche de la Heimin-sha parmi les exilés japonais. À son retour au Japon, il réorganise la Société plébéienne et relance la publication du Heimin Shimbun.
Le 15 janvier 1907, le Heimin shinbun réapparaît à un rythme quotidien. Il devient l'organe du Parti socialiste japonais (Nihon shakai-tō) en même temps Kōtoku Shūsui y explique son anarchisme. Mais à la suite de son 2d congrès, le parti est interdit par le gouvernement, le Heimin Shimbun l'est également pour avoir publié un article sur ce congrès. Le 14 avril paraît le dernier numéro du second Heimin shimbun, deux journaux prennent sa suite : le quotidien social-démocrate Shakai shinbun et le Ōsaka Heimin shinbun de tendance anarchiste, publié tous les deux mois.

### Renaissances duHeimin shinbun
Le titre reste une référence en particulier pour les anarchistes japonais, lié à la figure tutélaire de Shūsui Kōtoku. Il est réactivé à plusieurs reprises par des anarchistes soucieux de cet héritage.

#### LeHeimin shinbund'Ōsugi Sakae et Arahata Kanson (1914-1915)
En octobre 1914, Ōsugi Sakae et Arahata Kanson, tous deux passé par la Heimin-sha dès 1904, relancent le Heimin shinbun, après avoir animé ensemble de 1912 à 1914 la revue la « Pensée moderne » (Kindai shizō) de tendance anarchiste et syndicaliste. Le nouvel Heimin shinbun dénonce avec virulence la première guerre mondiale qui vient de se déclencher. Cependant, le mensuel ne résiste pas à la censure et tous ses numéros sont interdits. Ōsugi Sakae et Arahata Kanson doivent interrompre la publication au printemps 1915,.

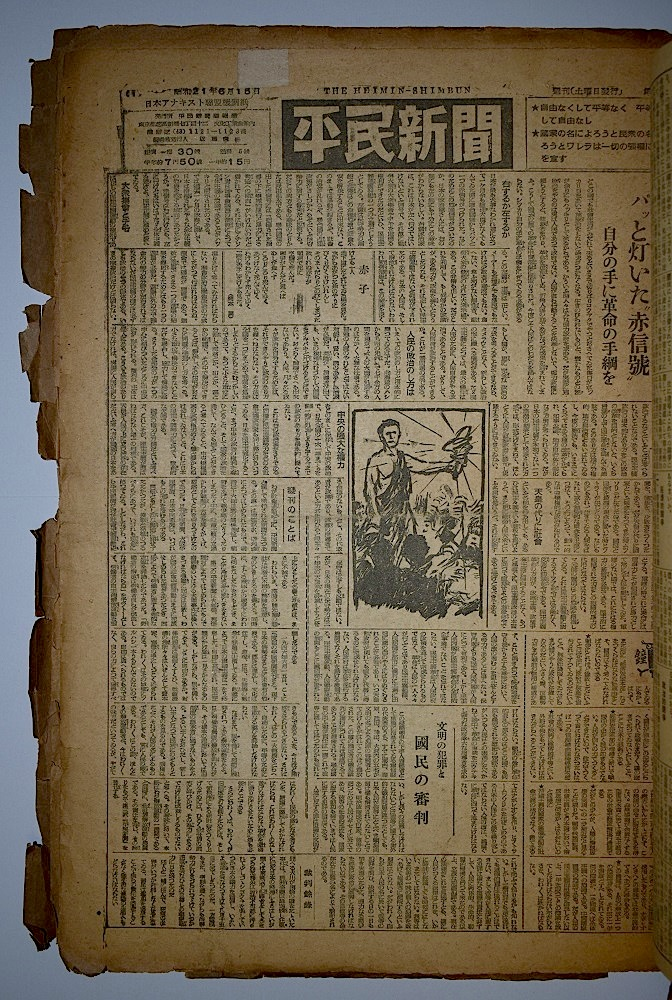
Heimin shinbun, journal de la FAJ, une du 15 juin 1946.

#### Le Heimin Shimbun de la Fédération anarchiste japonaise (1946-1951)
En mai 1946, les anarchistes japonais se réorganisent au sein de la Fédération anarchiste japonaise (Nihon Anakisuto Renmei) après avoir été contraint au silence par la répression durant la dictature militaro-fasciste de 1932 à 1945. En juin, l'organisation lance son journal qui prend pour titre Heimin shinbun, renouant ainsi le lien avec l'époque de naissance de l'anarchisme japonais. Sanshirō Ishikawa, ancien membre de la Heimin-sha dès 1903 et ancien membre du comité de rédaction du Heimin Shimbun originel, participe notamment à sa rédaction en tant que "conseiller" de la FAJ,. Yamaga Taiji, secrétaire de la fédération aux relations internationales, anime une rubrique en espéranto dans les colonnes du journal. Elle est notamment destinée à faire connaître le journal et ses positions, et celles de la FAJ, à l'international,.
Le Heimin shinbun de la FAJ connait 153 numéros. En 1951, la fédération connait une importante crise interne qui aboutie à une scission, c'est en mai de cette année là que paraît le dernier numéro du Heimin shinbun. Il est alors remplacé par un éphémère Jiyū Kyōsan shinbun (自由共産新聞, litt. « journal du Communiste libertaire ») dont le titre est en meilleur adéquation avec l'époque, « Heimin » était une référence considérée comme datée. Mais la crise du mouvement met en difficulté la tenue du journal, le Jiyū Kyōsan shinbun ne connait que huit numéros et s'arrête en 1952.

## Réédition
En 1961, le Meiji bunken shiryō kankōkai (Comité de publication de textes et documents de Meiji) a publié en fac-similé les 64 numéros de la première version du Heimin shinbun (1903-1905).

## Sources et références
- (en) Cet article est partiellement ou en totalité issu de l’article de Wikipédia en anglais intitulé « Heimin Shimbun » (voir la liste des auteurs).